# 法国大革命 (诗)
《法国大革命》（The French Revolution）是威廉·布雷克在1791年写的一首诗。布雷克在由这首诗所写成的书中描述了法国君主制的问题，并以自由的名义谋求摧毁巴士底狱。

## 背景
18世纪70至90年代，美国独立战争和法国大革命的浪潮席卷欧美，这时期布莱克写了预言诗《法国大革命》。布雷克认为，美国和法国的革命之间有着密切的联系，这些革命具有普遍的历史影响。:184-185尽管布莱克不是法国大革命时期任何激进政治组织的一部分，但他的作品暗示了其与革命思想的联系，而这首诗正是他参与了有关法国大革命益处的辩论。:41

## 诗
该作品涉及巴士底狱的象征意义，巴士底狱的七个塔楼代表着政府压制的人物类型。随着写作的进行，关于政府制度的争执涉及许多人物，包括封建制度的代表佩尔，勃艮第公爵和巴黎大主教。:145-146布雷克是早期美国独立战争的支持者，并相信其将为人类带来自由。根据他的说法，法国陷入了以巴士底狱为代表的腐败的封建制度中。

## 主题
在写作过程中，布雷克强调了封建制度的问题以及法国君主制和教会的腐败和衰败。:144-146布莱克在诗歌中所使用的语言具有很高的政治性，但他认为这种语言已被修辞取代。为了克服该问题，他尝试返回更原始的语言。:43革命是布雷克作品中反复出现的主题。在美国，布雷克的观点表达方式类似于兽人的性格。而在法国大革命中，所表达的思想与反对法国大革命的人，包括埃德蒙·伯克形成鲜明对比。其他浪漫主义诗人也使用世界末日的意象，但布雷克的诠释具有更为强大的道德基础。

## 延伸閱讀
- Alwood, Edward. . 1996. ISBN 0231084374 （英语）.
- G. E., Bentley. . New Haven: Yale University Press. 2003. ISBN 9780300089394 （英语）.
- G. E., Bentley. . London: Routledge. 1995. ISBN 9780710082343 （英语）.